# 布罗尼翁 (阿登省)
布罗尼翁（法語：Brognon，法語發音：[bʁɔɲɔ̃]）是法国大東部大區阿登省的一个市镇，属于沙勒维尔-梅济耶尔区。

## 地理
布罗尼翁（49°55'45"N, 4°17'17"E）面积7.38 平方千米，位于法国大東部大區阿登省，该省份为法国北部内陆省份，西接埃纳省，南至马恩省，东临默兹省，北与比利时接壤。
与布罗尼翁接壤的市镇（或旧市镇、城区）包括：拉讷维尔欧茹特、小锡尼。

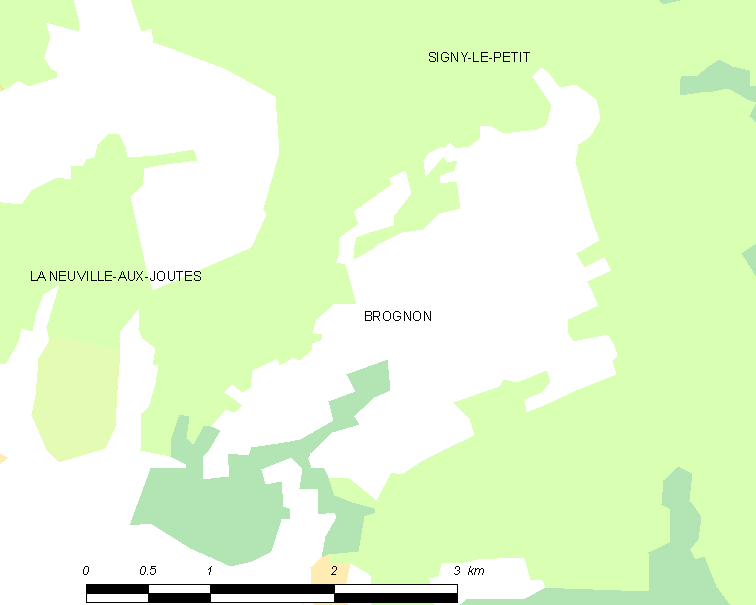
的OSM定位图

布罗尼翁的时区为UTC+01:00、UTC+02:00（夏令时）。

## 行政
布罗尼翁的邮政编码为08380，INSEE市镇编码为08087。

## 政治
布罗尼翁所属的省级选区为罗克鲁瓦县。

## 人口

1962-2008年间人口变化图示

布罗尼翁于2022年1月1日时的人口数量为130人。